# آن، دوقة كمبرلاند وستراثرن
آن هورتون (بالإنجليزية: Anne, Duchess of Cumberland and Strathearn)‏ (24 يناير 1743 - 28 ديسمبر 1808) دوقة كمبرلاند وستراثرن كانت عضوا في العائلة المالكة البريطانية، وزوجة الأمير هنري دوق كمبرلاند وستراثرن.